# Chiesa di Santa Lucia (Dro)
La chiesa di Santa Lucia è la parrocchiale a Pietramurata, frazione di Dro nella Valle del Sarca in Trentino. Appartiene all'ex-decanato di Calavino dell'arcidiocesi di Trento e risale al XVII secolo.

## Storia

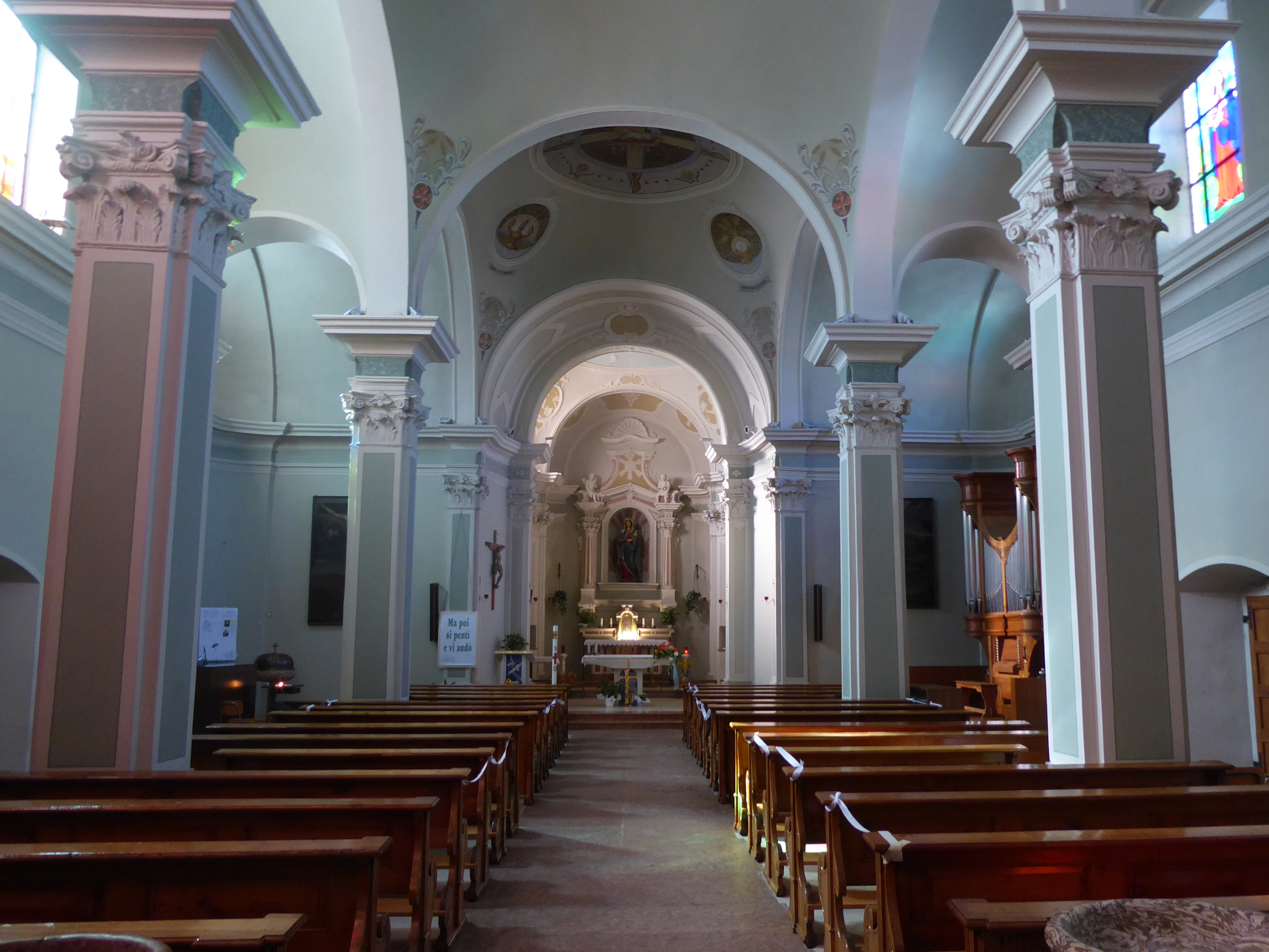
Interno

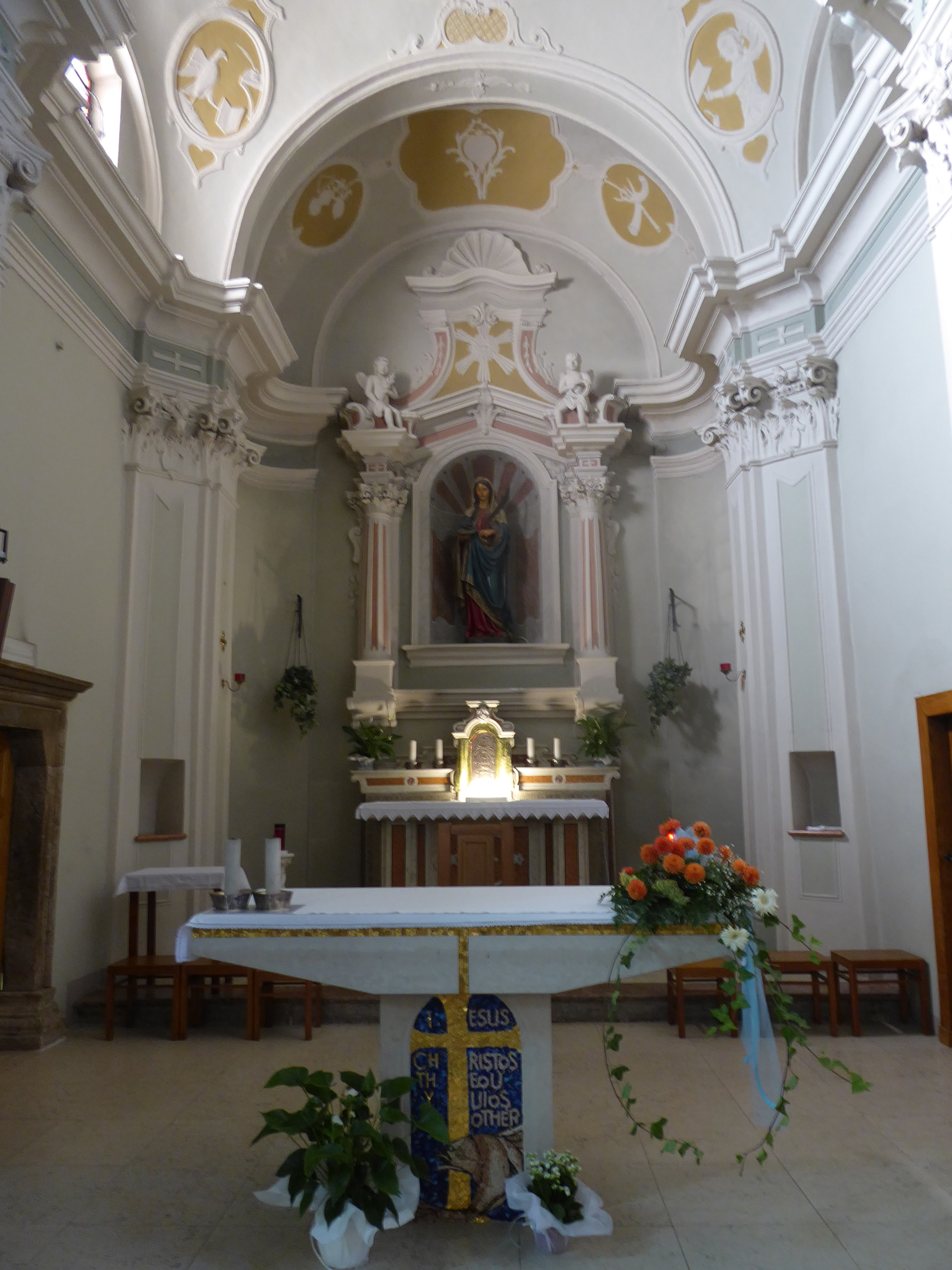
Presbiterio

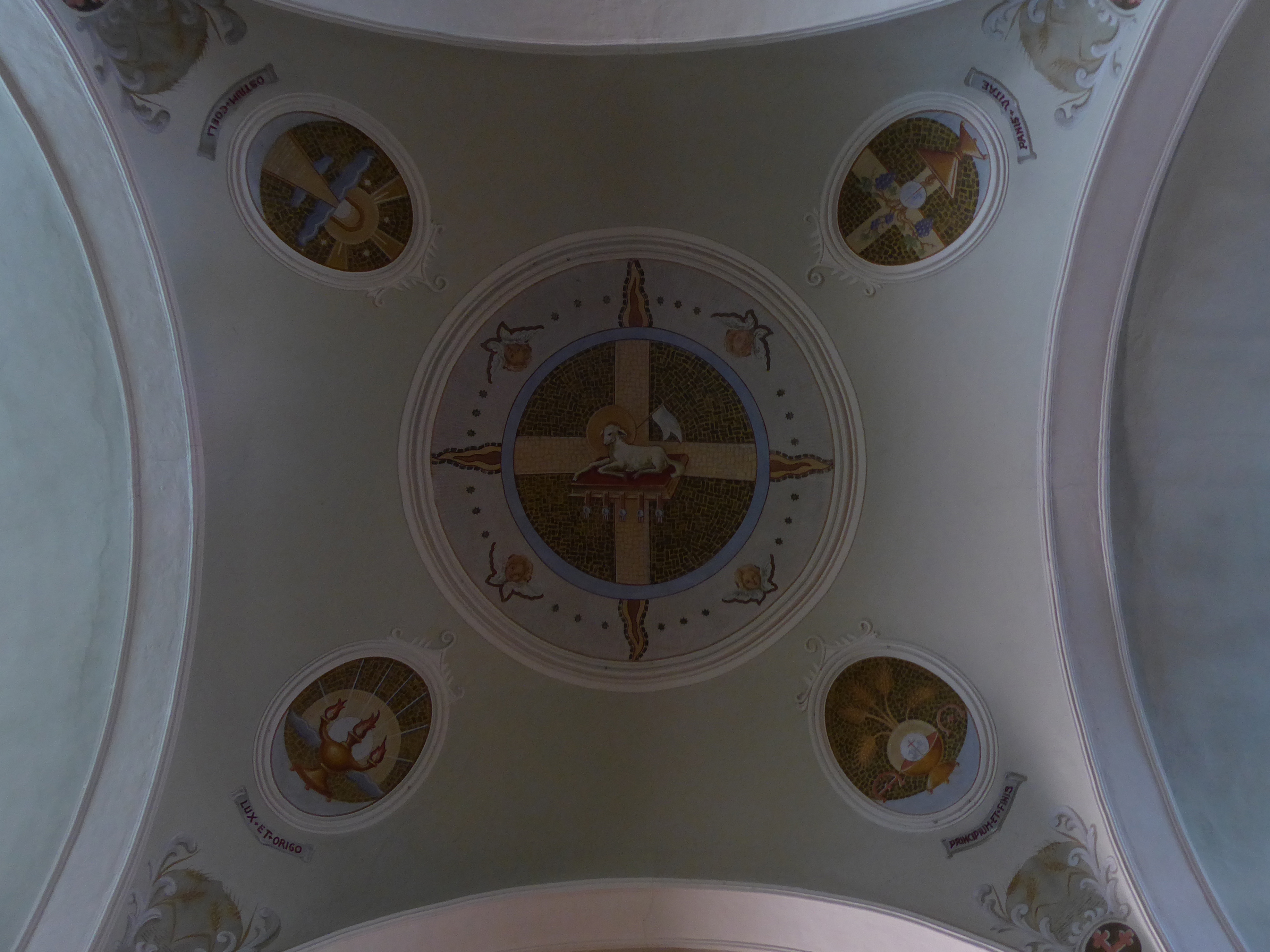
Volta

La prima chiesa di Pietramurata venne citata già nel 1653 come una piccola cappella non più adeguata per dimensioni all'accresciuta popolazione del centro.
Venne in seguito costruita una nuova chiesa, ricordata per la prima volta come tale nel 1750. 
Verso la fine del XVIII secolo questa fu oggetto di ampliamenti e di un arricchimento dal punto di vista decorativo con nuove applicazioni in rilievo a stucco. La solenne consacrazione venne celebrata nel 1793.
Poco prima della metà del XIX secolo venne unita all'edificio la cappella dedicata alla Madonna Addolorata e nel 1875 fu innalzata la cappella del Crocifisso. Verso la fine del secolo l'edificio venne ricostruita e durante tali lavori furono demolite varie parti della struttura del settecento.
La consacrazione con intitolazione a Santa Lucia venne celebrata nel 1900. Poi, nel corso del XX secolo, le volte sia della sala sia del presbiterio vennero ornate con dipinti murali, la pavimentazione venne sostituita e fu eretta la torre campanaria (l'orologio vi venne installato solo molti anni dopo, nel 1973).
Ottenne dignità di chiesa parrocchiale nel 1959.

## Descrizione

### Esterni
Il tempio si trova sotto il rilievo che accolse il primo abitato di Pietramurata e mostra orientamento verso ovest. La facciata a capanna è semplice con due spioventi. Il portale è architravato ed è sormontato, in asse, dall'oculo che porta luce alla sala.  La torre campanaria si trova in posizione arretrata sulla sinistra, si apre con quattro grandi finestre a monofora e si comclude con una copertura a forma di piramide quadrangolare acuta.

### Interni
L'interno è ampio, suddiviso in tre navate, conserva un interessante altare maggiore barocco ed alcune tele del XVIII secolo.